# 3439 Lebofsky
3439 Lebofsky је астероид главног астероидног појаса са средњом удаљеношћу од Сунца која износи 2,743 астрономских јединица (АЈ).
Апсолутна магнитуда астероида је 12,5.